# Crinitzberg
Crinitzberg é um município da Alemanha, situado no distrito de Zwickau, no estado da Saxônia. Tem 18,82 km² de área, e sua população em 2019 foi estimada em 1.874 habitantes.